# Dactylodenia jeanjeanii
Dactylodenia jeanjeanii är en orkidéart som först beskrevs av Gottfried Keller, och fick sitt nu gällande namn av Leonid Vladimirovitj Averjanov. Dactylodenia jeanjeanii ingår i släktet Dactylodenia, och familjen orkidéer. Inga underarter finns listade i Catalogue of Life.